# フルハウスキス2
『フルハウスキス2』は、2006年2月23日にカプコンから発売されたPlayStation 2用の乙女ゲーム。正式なジャンル名は「恋愛家政婦アドベンチャー」。前作は『フルハウスキス』。キャラクターデザイン・原画を担当するのは少女漫画家の佑羽栞。キャラクターを受け継いだ続編『フルハウスキス2〜恋愛迷宮（）〜』が2007年12月20日からダレットよりWindows用に配信された（現在は配信終了）。

## 概要
祥慶学園の一大スキャンダル発覚から1ヶ月後、新たな事件がむぎとラ・プリンスに襲いかかる!
2004年に発売され人気を博した「フルハウスキス」の完全続編。主人公「鈴原むぎ」とメインキャラの「ラ・プリンス」(御堂一哉・松川依織・羽倉麻生・一宮瀬伊)は続投、さらに攻略可能キャラとして新たな男性が加わり、全部で7名の男たちとさまざまな恋愛模様が楽しめる。世界的大企業の御曹司・御堂一哉を狙う陰謀から救うため、再び御堂家に住み込んだ主人公が「昼は祥慶学園理事長の秘書、夜は家政婦」として働きながら活躍するというのが大まかな内容。いろいろなイベントをこなしていくADVパートと、限られた時間の中で掃除や洗濯をしたり同居人たちのお使いをこなしていく家政婦パートというふたつのパートで構成されている。

## 前作との比較
不評だったシステム周りのプログラムを一新、素早く快適なセーブ&ロードに加え、どこでも使えるクイックセーブ&クイックロードを搭載した。何度もプレイするうちにルーティンワークになりがちだった家政婦パートもかなりシェイプされ、一部であまり好まれていなかったとされる「ヤサガシ」をトゥルーEDの必須条件から外す(トラウマアイテムから重要アイテムという名称に変更)など、前作ユーザーの細かな要望をかなり取り入れた作りになっている。
前作同様「対象キャラと仲良くなる→付き合う→すれ違いや誤解から仲がこじれる→誤解を解き、絆を深める→事件解決」という流れでストーリーが進む。前作では主人公から告白し恋愛が始まったが、本作は一部キャラを除き、男性キャラから告白される形。ラ・プリンスに関しては本作も「彼氏以外の男性からの告白」があり「彼氏の乗り換え」が可能。甘いシチュエーションや台詞、密着度の高いイベントがさらにふんだんに用意された。前作から人気の高い家政婦パートの「同居人たちの会話の立ち聞き」と「風呂のぞき」も健在だ。
その他の攻略キャラは新たに登場した東條葵、及び前作から登場する松川依織の弟・皇と祥慶学園の体育教師・山本春太の3名。
メインストーリーは本作もご都合主義な部分が多々あるものの、サスペンス度は前作より格段に高く、全体の完成度もなかなかのものになっている。キャラクターデザインとスチルに関しては、その特徴的な輪郭のラインから一部で「顎絵」と称されていた前作と比べ、作画担当の佑羽栞の絵柄がかなり変化し、連動しているコミックに近づいた。

## 主な登場人物

### 主人公と攻略対象
鈴原 むぎ（すずはら むぎ）※名前変更可能
声：小林沙苗※CDドラマのみ。ゲームに音声はなし
7月9日生まれの16歳。O型。身長は161cm。主人公。とにかくパワフルで前向き、勝気な女の子。一哉曰く「馬鹿で無鉄砲で適当」。家事全般が得意。前作での事件を解決後一旦自分の家に戻って暮らしていたが、一哉の要請で再び御堂家の住み込み家政婦を務め、さらに東條葵の秘書になることに…。
御堂 一哉（みどう かずや）
声：荻原秀樹
2月18日生まれの17歳。A型。身長は178cm。祥慶学園3年生でラ・プリンス（かつディアデーム）。世界的大企業御堂グループの一人息子。生まれたときよりグループ総帥を継ぐ立場にあり、7歳から単身イギリスに留学し帝王学を学んだ。高校生にして6つの企業を束ねる実質的社長。名と実を併せ持ち、冷静沈着そして傲岸不遜だが、根は優しく本当は馬鹿が付きそうな真面目さを持つ。頭脳明晰成績優秀スポーツ万能と「完全無欠のカリスマ高校生」と謳われるその裏で、実は手先が不器用で掃除と片づけが大の苦手というダメな一面も。本作では何者かに命を狙われ、事故を装い全治3ヶ月の重傷を負わされてしまう。
※ゲーム中で迎える誕生日が「2月19日」となっているのは製作サイドのミス。
松川 依織（まつかわ いおり）
声：佐々木望
9月23日生まれ。AB型。身長は182cm。祥慶学園3年生だが、途中休学し渡米したため歳は20歳。ラ・プリンスのひとりで一哉の家に居候している。歌舞伎の名門の出で自身も女形として舞台に立つ歌舞伎役者だったが、とある事件が原因で現在は梨園を去っている。ただし前作後は実家とも連絡を取り始めたらしい。渡米中はモデルのアルバイトをしていたほどの美貌の持ち主で、大人の色香があり女性に非常にもてる。だが過去の苦い恋愛体験から「もう恋はできない」と思っているため、誰にも本気になれない。基本的にフェミニストで、男のことはどうでもいいと思っている節があり、男に対してはかなり態度がぞんざいかつ辛辣になる。
羽倉 麻生（はねくら あさき）
声：櫻井孝宏
8月6日生まれの17歳。O型。身長は180cm。祥慶学園2年生。ラ・プリンスのひとりで一哉の家に居候している。大手銀行の御曹司だが本人に跡を継ぐ気は全くなく、夢はハスラーとして世界で活躍すること。祖母からの執着と母の死、それに伴う父と姉との確執から逃れるため家を飛び出したが、前作後は家族との関係を修復し始めているらしい。「女嫌いのアウトロー」と言われているものの、数カ月ともに暮らしたむぎに対しては「ダチ」意識が芽生えている。嘘がつけない正直者でだまされやすく、瀬伊には格好のからかい対象にされている。バイクとビリヤードに加え、最近パソコンに興味を持ち始めた。
一宮 瀬伊（いちみや せい）
声：成瀬誠
5月13日生まれの17歳。AB型。身長は175cm。祥慶学園2年生。ラ・プリンスのひとりで一哉の家に居候している。中性的で小悪魔的な見た目から祥慶の女生徒には「学園の妖精」と囁かれる。何を考えているのかわからないところがあり、にこやかに毒を吐いたり周りを困惑させる言動を取るものの、本当はセンシティブで傷つきやすい一面を持つ。一時はプロの演奏家を目指していたほどのピアノの腕の持ち主だが、師事していたピアニスト・青樹の黒い思惑により音楽家である父母との間に確執が生まれ、現在は彼らとの関係を絶ち、夢も捨てている。変な置物やロウソクを集めるのが趣味で、麻生をからかうのが日課。
松川 皇（まつかわ こう）
声：坪井智浩
12月6日生まれの19歳。AB型。身長は165cm。依織の弟で歌舞伎界のホープ。近々襲名披露公演を控え、その重圧からちょくちょく依織の元を訪ねてくるようになった。表面上は仲のいい兄弟に見えるが、その実ふたりの間には皇が引き起こした過去の事件のせいで、見えない深い溝がある。その事件の贖罪の思いに加え、役者としての資質が兄にかなわないという思い込みから、依織に対してかなりのコンプレックスがある。歌舞伎を愛してやまず、日々勉強と稽古を欠かさない努力家。
東條 葵（とうじょう あおい）
声：鈴村健一
11月3日生まれの35歳。A型。身長は178cm。前作の事件から学園を追われた桜木永世に代わり派遣された、若き祥慶学園理事長。前職は大学助教授をしていた。理事長に推された経緯が今ひとつはっきりしていない。物腰がやわらかな、穏やかでやさしい大人の男。
山本 春太（やまもと はるた）
声：岸尾大輔
24歳。身長は172cm。「落ち着き」というものを知らない、ハイテンションな祥慶学園体育教師。女教師時代からむぎのことを気に入っていて、彼女の気持ちも察しず勝手に「ソウルメイト」と思い込み、ストーカー並に追いかけている。趣味はポエムを書くこと。

### その他
丘崎 夏実（おかざき なつみ）
声：浅野真澄
15歳。身長は158cm。祥慶学園の生徒でむぎの子ども時代からの親友。丘崎建設の社長令嬢。依織が好き。
遊洛院 十和子（ゆうらくいん とわこ）
声：松下美由紀
15歳。身長は165cm。祥慶学園の生徒。前作を経てむぎと友人関係になる。高慢なように見えて努力家。
姫神 桜子（ひめがみ さくらこ）
声：椿理沙
16歳。身長は158cm。祥慶学園の生徒で、十和子の取り巻き。家は、旧華族の出で大手銀行の頭取でもある。麻生の大ファン。
白崎 京香（しらさき きょうか）
声：小暮英麻
16歳。身長は152cm。祥慶学園の生徒で、十和子の取り巻き。家は、大手家電製品会社の経営を行っている。瀬伊の大ファン。
九条 陸（くじょう りく）
声：小野大輔
18歳。身長は177cm。祥慶学園には珍しい不良生徒。女教師時代からむぎを目の敵にしているが…。
樋山 城
声：大橋隆昌
17歳。祥慶学園の生徒で、生徒会の書記。実家は、大手製薬会社の経営を行っている。やや神経質。
五宝 直士
声：渡辺英雄
18歳。祥慶学園の生徒で、江見瞳子と幼なじみ兼恋人だが、当初は互いの両親から猛反対をされていた。医者を目指している。
江見 瞳子
声：細野雅世
18歳。祥慶学園の生徒で、五宝直士と幼なじみ兼恋人で、無事に両親から交際が認められ、同じく医学の道へ進もうと決めている。
北条 竹治（ほうじょう たけじ）
声：上田陽司
56歳。身長は160cm。温厚で穏やかな祥慶学園学園長。むぎのことをやさしく見守っている。
中泉 絢子（なかいずみ あやこ）
声：友永朱音
21歳。旧男爵家に生まれたお嬢様でいて、隆行の妻。一哉とは旧知の仲で事故があったとき、むぎにいちばんに知らせに来た女性。
中泉 隆行（なかいずみ たかゆき）
声：小野大輔
35歳。中泉グループの次期総帥。野心家な実業家でもある。
鈴原 苗（すずはら なえ）
19歳。身長は162cm。むぎの憧れる3つ年上の姉。現在は恋人の安藤征志とともにイギリス在住。
安藤 征志（あんどう まさし）
19歳。身長は181cm。苗の恋人。

## 関連アイテム

### CD

#### ドラマCD
- フルハウスキス ドラマアルバム〜俺たちの始まり〜 (セルピュータ)
- フルハウスキス ドラマアルバム〜ニセ教師☆危機一髪〜 (セルピュータ)
- フルハウスキス ドラマCD〜サマー・ヴァケーション〜 (セルピュータ)
- フルハウスキス ドラマCD〜真夏の夜の夢〜 (セルピュータ)
- フルハウスキス ドラマCD〜祥慶祭に行こう！〜 (セルピュータ)
- フルハウスキス ドラマCD〜ホワイト・ドリーム〜 (セルピュータ)
- フルハウスキス アドベンチャードラマCD〜ラ・プリンス殺人事件 処女雪のコテージ〜 (セルピュータ)
- フルハウスキス アドベンチャードラマCD〜ラ・プリンス殺人事件 処女雪のコテージ追加ディスク〜 (セルピュータ)

#### サウンドトラック・ボーカルCD
- フルハウスキス オリジナル・サウンドトラック〜恋愛家政婦ミュージック〜
- 薔薇ラビリンス〜フルハウスキス シングルコレクション Vol.1 (ラ・プリンス)
- 月光輪舞曲〜フルハウスキス シングルコレクション Vol.2 (御堂一哉)
- 忘却Celebration〜フルハウスキス シングルコレクション Vol.3〜 (松川依織)
- 熱情Distance〜フルハウスキス シングルコレクション Vol.4〜 (羽倉麻生)
- 星影夜想曲〜フルハウスキス シングルコレクション Vol.5〜 (一宮瀬伊)
- 汚れなき聖域〜フルハウスキス シングルコレクション Vol.6〜 (御堂一哉)
- 久遠恋歌〜フルハウスキス シングルコレクション Vol.7〜 (松川依織)
- 流星気分〜フルハウスキス シングルコレクション Vol.8〜 (羽倉麻生)
- 君はMVP〜フルハウスキス シングルコレクション Vol.9〜 (一宮瀬伊)
- 薔薇PILGRIM(ピルグリム)〜フルハウスキス シングルコレクション Vol.10〜 (ラ・プリンス)
- フルハウスキス2 オリジナル・サウンドトラック
- フルハウスキス ラ・プリンス リミックスアルバム
- 癒しのMuse〜フルハウスキス シングルコレクション Vol.11〜 (松川依織&松川皇)
- 今宵CEREMONY〜フルハウスキス シングルコレクション Vol.12〜 (御堂一哉&一宮瀬伊)
- 青春AFTERMATH〜フルハウスキス シングルコレクション Vol.13〜 (東条葵&中泉隆行)
- 恋花EDUCATOR〜フルハウスキス シングルコレクション Vol.14〜 (山本春太&北条竹治)
- 未来へ鳴らす鐘〜純白の道〜〜フルハウスキス シングルコレクション Vol.15〜 (松川依織)
- 君を作るもの〜フルハウスキス シングルコレクション Vol.16〜 (一宮瀬伊)
- 華燭の空〜Brilliant Sky〜〜フルハウスキス シングルコレクション Vol.17〜 (御堂一哉)
- 恋愛専科〜フルハウスキス シングルコレクション Vol.18〜 (山本春太)

※すべてセルピュータレーベルより発売

### CDブック
- フルハウスキス2 ラジオCD〜今夜は俺がご主人様だ〜 オフィシャルファンブックVol.1
- フルハウスキス2 ラジオCD〜今夜は俺がご主人様だ〜 オフィシャルファンブックVol.2
- フルハウスキス2 ラジオCD〜今夜は俺がご主人様だ〜 オフィシャルファンブックVol.3
- フルハウスキス2 ラジオCD〜今夜は俺がご主人様だ〜 オフィシャルファンブックVol.4

### DVD
- 祥慶祭ライブ2006☆ (セルピュータ)
- 祥慶フェスティバル2007☆ (セルピュータ)

### 関連書籍
- フルハウスキス2 オフィシャルガイドブック (カプコン)
- フルハウスキス2 オフィシャルコンプリートガイド上巻〜恋と事件の前半戦〜 (カプコン)
- フルハウスキス2 オフィシャルコンプリートガイド下巻〜愛と真相の後半戦〜 (カプコン)

- フルハウスキス オフィシャルファンブック Vol.1 (カプコン)
- フルハウスキス オフィシャルファンブック Vol.2 (カプコン)
- フルハウスキス オフィシャルファンブック Vol.3 (カプコン)
- フルハウスキス オフィシャルファンブック Vol.4 (カプコン)
- フルハウスキス オフィシャルファンブック Vol.5 (カプコン)
- フルハウスキス オフィシャルファンブック Vol.6 (カプコン)

- フルハウスキス オフィシャルアンソロジーコミック Vol.1 (カプコン)
- フルハウスキス オフィシャルアンソロジーコミック Vol.2 (カプコン)
- フルハウスキス オフィシャルアンソロジーコミック Vol.3 (カプコン)
- フルハウスキス オフィシャルアンソロジーコミック Vol.4 (カプコン)
- フルハウスキス オフィシャルアンソロジーコミック Vol.5 (カプコン)
- フルハウスキス オフィシャルアンソロジーコミック Vol.6 (カプコン)
- フルハウスキス オフィシャルアンソロジーコミック Vol.7 (カプコン)